# Karsten Brodowski
Karsten Brodowski (Neuruppin, RDA, 22 de junio de 1985) es un deportista alemán que compitió en remo. Ganó dos medallas de bronce en el Campeonato Mundial de Remo, en los años 2007 y 2009, en la prueba de cuatro scull.

## Palmarés internacional
| Campeonato Mundial | Campeonato Mundial | Campeonato Mundial | Campeonato Mundial |
| Año                | Lugar              | Medalla            | Prueba             |
| ------------------ | ------------------ | ------------------ | ------------------ |
| 2007               | Múnich (Alemania)  | Medalla de bronce  | Cuatro scull       |
| 2009               | Poznań (Polonia)   | Medalla de bronce  | Cuatro scull       |